# Lossy
Lossy är en ort i kommunen La Sonnaz i kantonen Fribourg, Schweiz. Lossy var tidigare en egen kommun, men den 1 januari 1982 slogs den samman med Formangueires till kommunen Lossy-Formangueires, som i sin tur blev en del av kommunen La Sonnaz den 1 januari 2004.
I Lossy finns kommunförvaltningen för kommunen La Sonnaz.